# Primera División de Uruguay 1922
Campeonato Uruguayo de Fútbol 1922 var den 22:a säsongen av Uruguays högstaliga i fotboll. Ligan spelades som ett seriespel där samtliga tolv lag mötte varandra vid två tillfällen. Totalt spelades 120 matcher med 279 gjorda mål.
Nacional vann sin nionde titel som uruguayanska mästare.

## Deltagande lag
Tolv lag deltog i mästerskapet; elva från Montevideo, och Universal från San José de Mayo.
Rampla Juniors flyttades upp från föregående säsong. Detta var lagets första säsong i Primera división.
Peñarol och Central diskvalificerades efter den 16:e omgången. Därmed spelades 120 av de 132 planerade matcherna.

## Poängtabell
| Nr | Lag                  | S  | V  | O | F  | GM | IM | MS  | P  |
| -- | -------------------- | -- | -- | - | -- | -- | -- | --- | -- |
| 1  | Nacional             | 22 | 15 | 6 | 1  | 48 | 7  | +41 | 36 |
| 2  | Montevideo Wanderers | 22 | 15 | 5 | 2  | 32 | 9  | +23 | 35 |
| 3  | Rampla Juniors       | 22 | 10 | 8 | 4  | 22 | 37 | −15 | 28 |
| 4  | Peñarol              | 22 | 12 | 3 | 7  | 36 | 7  | +29 | 27 |
| 5  | Lito                 | 22 | 8  | 8 | 6  | 26 | 20 | +6  | 24 |
| 6  | Belgrano             | 22 | 8  | 7 | 7  | 16 | 21 | −5  | 23 |
| 7  | Liverpool            | 22 | 7  | 8 | 7  | 23 | 13 | +10 | 22 |
| 8  | Universal            | 22 | 6  | 9 | 7  | 22 | 21 | +1  | 21 |
| 9  | Central              | 22 | 4  | 8 | 10 | 22 | 15 | +7  | 16 |
| 10 | Uruguay Onward       | 22 | 4  | 7 | 11 | 16 | 29 | −13 | 15 |
| 11 | Charley              | 22 | 3  | 4 | 15 | 11 | 45 | −34 | 10 |
| 12 | Dublin               | 22 | 1  | 3 | 18 | 5  | 55 | −50 | 5  |